# 스캔들 (2024년 드라마)
《스캔들》은 2024년 6월 17일부터 2024년 11월 29일까지 방송된 KBS 2TV 일일 드라마이다.

## 방송 일시
| 방송 채널 | 방송 기간                          | 방송 시간                          | 방송 분량 |
| --------- | ---------------------------------- | ---------------------------------- | --------- |
| KBS 2TV   | 2024년 6월 17일 ~ 2024년 11월 29일 | 매주 평일 저녁 7시 50분 ~ 8시 30분 | 40분      |

## 제작사
- 오에이치스토리

### 연출
- 최지영 : KBS 2TV 단막극 《드라마게임 - 폴리스대디》(연출), KBS 2TV 단막극 《드라마게임 - 무제5》(연출), KBS 2TV 토요 납량특선 드라마 《전설의 고향 - 국화령》(연출), KBS 단막극 《KBS 금요극장 - 은비늘》(연출), KBS 2TV 어린이 일일드라마 《어린왕자》(연출), KBS 2TV 단막극 《극본공모단편선 - 6번 마네킨 영희》(연출), KBS 단막극 《드라마시티 - 날개》(연출), KBS 단막극 《드라마시티 - 파란》(연출), KBS 단막극 2부작 《드라마시티 - 마담 마드모아젤》(연출), KBS 2TV 성탄 특집극 《엄마의 크리스마스》(연출), KBS2 일요아침 일일드라마 《언제나 두근두근》(연출), KBS 2TV 주말연속극 《보디가드》(공동연출), KBS2 수목 드라마 《4월의 키스》(공동연출), KBS 1TV 단막극 《HD TV 문학관 - 외등》(연출), KBS 1TV 단막극 《HD TV 문학관 - 누가 커트 코베인을 죽였는가?》(연출), KBS 2TV 수목 드라마 《인순이는 예쁘다》(책임프로듀서), KBS 2TV 수목 드라마 《쾌도 홍길동》(책임프로듀서), KBS 2TV 수목 드라마 《바람의 나라》(책임프로듀서), KBS 2TV 수목 드라마 《아이리스》(책임프로듀서), KBS 2TV 수목 특별기획 드라마 《추노》(기획&책임프로듀서), KBS 2TV 수목 드라마 《공주의 남자》(책임프로듀서), KBS 2TV 단막극 《KBS 드라마 스페셜 - 또 한번의 웨딩》(연출&극본), KBS2 수목 특별기획 드라마 《감격시대》(책임프로듀서), 소설 《북의 1,2권》(집필), KBS 2TV 저녁 일일연속극 《오늘부터 사랑해》(연출), 소설 《고지인 1,2권》(집필), 소설 《그 남자의 피아노 그 여자의 소나타》(집필), KBS 2TV 월화 드라마 《화랑》(책임프로듀서), KBS 1TV 저녁 일일연속극 《국가대표 와이프》(연출), KBS 1TV 저녁 일일연속극 《금이야, 옥이야》(연출) 등 연출

### 극본
- 황순영 : KBS 2TV 특집극 《언제나 신혼》(집필), KBS 2TV 단막극 《드라마게임 - 어데갔다 인제왔노》(집필), KBS 2TV 단막극 《드라마게임 - 연극이 끝나고 난 뒤》(집필), KBS 2TV 단막극 《드라마게임 - 병아리》(집필), KBS 2TV 단막극 《드라마게임 - 마누라 찾아가기》(집필), KBS 2TV 단막극 《드라마게임 - 컴백 홈》(집필), KBS 2TV 단막극 《드라마게임 - 쌍권총 찬 사나이》(집필), KBS 2TV 주간 청소년 드라마 《사랑이 꽃피는 교실》(공동집필), KBS 2TV 단막극 《드라마게임 - 귀여운 여자》(집필), KBS 2TV 단막극 《드라마게임 - 살과의 전쟁》(집필), KBS 2TV 일요 아침 드라마 《귀여운 여자》(집필 & 중도하차), KBS 2TV 단막극 《드라마게임 - 엑스트라》(집필), KBS 2TV 단막극 《드라마게임 - 첫날밤 이야기》(집필), KBS 2TV 주간 시츄에이션 청소년 드라마 《스타트》(집필), KBS 2TV 단막극 《드라마게임 - 사랑과 담배에 관하여》(집필), KBS 2TV 단막극 《드라마게임 - 새 아빠》(집필), KBS 2TV 단막극 《드라마게임 - 아랫층에 사는 여자》(집필), KBS 2TV 단막극 《드라마게임 - 남자답게 사는 법》(집필), KBS 2TV 금요 시츄에이션 드라마 《부부클리닉 사랑과 전쟁》(공동집필), KBS 2TV 일일 어린이 드라마 《요정 컴미》(공동집필), KBS 2TV 저녁 일일연속극 《헬로! 발바리》(집필), KBS 2TV 저녁 일일 어린이 드라마 《울라불라 블루짱》(집필), KBS 2TV TV소설 《순옥이》(집필), KBS 2TV 저녁 일일연속극 《루비 반지》(집필), KBS 2TV 저녁 일일연속극 《뻐꾸기 둥지》(집필), MBC 저녁 일일연속극 《위대한 조강지처》(집필), KBS 2TV 저녁 일일연속극 《빨강구두》(집필) 등 집필

## 기획 의도
세상을 가지고 싶었던 여자와 복수를 위해 모든 것을 건 또 한 명의 여자가 벌이는 미스터리 격정 멜로

## 등장 인물
- (†) 표시는 드라마 상에서 최종적으로 사망한 인물이다.

### 문정인 가족
- 한채영 : 문정인 (문경숙) 역 - 이 드라마의 여주인공이자 메인 악녀. 죽은 동호의 전 아내이자 태창의 아내이며 진호(우진)의 친엄마. 주련의 의붓엄마. 설아의 전 새엄마. 드라마 제작사 정인엔터테인먼트 대표. 추락사. 결국 우진에게 자신이 친엄마라고 밝히지 못하고 사망. (1회 ~ 101회)
- 김규선 : 민주련 역 (1회, 4회 ~ 102회) (아역: 최설아, 2회 ~ 3회) - 이 드라마의 서브 여주인공이자 서브 악녀. 정인엔터테인먼트 기획본부장. 태창의 딸. 정인의 의붓딸이자 용희의 친딸. 진호의 전 약혼녀. 석기의 아내.
- 이병준: 민태창 역[1] - 이 드라마의 최종 보스. 죽은 동호의 친구이자 선애의 전 남편. 정인의 남편. 주련의 아버지. 교도소 수감자. (1회 ~ 102회)

### 백설아와 주변 인물
- 한보름: 백설아(박진경) 역 (1회, 4회 ~ 102회) (아역: 조은솔, 2회 ~ 3회) - 이 드라마의 여주인공. 신예 드라마 작가이며 드라마 포커페이스 작가다. 친부인 동호의 죽음에 대해서 모든 진실을 아는 목격자이면서 진호(우진)의 전 연인. 죽은 동호의 딸. 정인의 전 의붓딸.
- 최웅: 서진호(정우진) 역[2] (1회, 4회 ~ 102회) (아역: 이시온, 2회 ~ 3회) - 이 드라마의 남주인공. 배우 지망생으로 불렸던 진호는 설아와 결혼을 약속했던 연인이었지만 정인에게 가명으로 정우진이라는 이름을 부여받아 톱스타가 됐다. 정인(경숙)의 친아들. 태창이 쏜 총에 맞아 다리를 못 쓰게 되었다. 주련의 전 약혼남.
- 오영주 : 고은별 역 (1회, 4회 ~ 102회) (아역: 신우희, 2회 ~ 3회) - 설아의 절친, 피부 연구소 연구소장. 보육원 출신의 부잣집 외동딸.
- 최령 : 백동호 역 (†, 2회 ~ 3회, 14회, 39회 특별출연) - 설아의 아버지이자 정인의 전남편, 태창의 친구이지만 정인과 태창은 음모를 꾸미고 자신의 절친에게 약물로 살해당한다.

### 나현우의 집
- 전승빈 : 나현우 역[3] (1회, 4회 ~ 102회) - 이 드라마의 남주인공. 촉망 받는 연출 감독, 드라마 포커페이스 메인 연출. 선애의 아들. 승우의 형. 설아를 짝사랑함.

- 김진우 : 나승우 역 (1회, 4회 ~ 102회) - 현우의 동생, 드라마 포커페이스 조연출. 선애의 아들. 지연의 남편.

- 이시은 : 이선애 역 (1회, 6회 ~ 102회) - 현우와 승우의 어머니. 태창의 전처.

### 최미선의 집
- 조향기 : 최미선 역 (2회 ~ 102회) - 설아의 이모, 일중의 아내. 지연의 어머니. 난다박의 조카며느리(질부). 현우와 선애의 사돈. 승우의 장모.
- 황동주 : 박일중 역 (1회, 4회 ~ 102회) - 설아의 이모부, 미선의 남편. 개인 택시 운전기사. 난다박의 조카. 지연의 아버지. 승우의 장인. 현우와 선애의 사돈.
- 이숙 : 난다박 역 (10회 ~ 102회) - 일중의 고모, 미선의 시고모. 지연과 설아의 고모할머니. 승우의 시고모할머니. 현우와 선애의 사돈.
- 김유이 : 박지연 역 (1회, 4회 ~ 102회) - 미선과 일중의 딸, 스타일리스트. 난다박의 조카 손녀. 설아의 사촌동생. 승우의 아내. 선애의 며느리. 현우의 제수.

### 정인엔터테인먼트
- 진주형 : 김석기 역 (1회, 4회 ~ 102회) - 정인엔터테인먼트 기획본부장, 주련의 대학동창. 주련의 남편.

- 신준철 : 표원표 역 (4회 ~ 101회) - 정인엔터테인먼트 부장으로 사무실에서 분위기메이커 역할

- 이하랑 : 정준경 역 (4회 ~ 101회) - 정인엔터테인먼트 실장, 어떤 궂은 일도 신속 깔끔하게 처리하는 정인의 하수인.

- 최상아 : 오세원 역 (1회, 4회 ~ 101회) - 정인엔터테인먼트 과장, 누구보다 발 빠르게 소식을 전달하는 소식통.

### 그 외 인물들
- 김홍표 : 권영석/클라크 역 (†, 3회, 32회 ~ 90회) - 백동호의 후배 의사이며 백동호가 수 많은 환자를 치료하고 약을 파는 후배 의사다. 백동호가 첫 희생자가 되었고 두 번째 희생자가 바로 그 자신이 목표 대상이 되었으며 민태창의 비서인 남 비서가 교통사고로 위장해서 뺑소니를 치게 되고 결국 경찰서에 자수를 못하고 사망하게 된다.
- 임정옥 : 장아줌마 역 - 문정인 집에서 일하는 가정부.
- 박종희 : 태창 수행비서 역 - 민태창의 수행비서.

### 기타 인물
- 미상 : 드라마 포커페이스 스폰서역

- 미상 : 경비 역

- 한소현 : 이현경 작가 역 - 드라마 <포커페이스> 원작자라고 사칭한 인물.

- 김덕현 : 박전무 역 (56회 ~ 99회) - 민태창 회사 마인드 무역의 전무.

- 이익준 : 남 비서 역 - 태창의 새 수행비서.

- 미상 : 초등학교시절 담임선생님 역

- 유지연 : 김용희 역 - 태창의 첩. 주련의 친모. (79회 ~ 82회)

- 허정규

- 이지형

- 미상 : 정계 유력자 역

- 김태영 : 사토 히로시 역

### 특별출연
- 문지후 : 강은재 역 - 정인에게 쪽지를 가져다 준 웨이터 (1회, 100회 ~ 101회)
- 손호균 : 임대웅 역 (1회, 74회, 100회 ~ 101회)
- 반소영 : 정인 엔터테인먼트 전 직원 역 (1회, 94회, 100회 ~ 101회)
- 김가란 : 주기자 역 - 정인엔터테민먼트에 인터뷰 하러온 기자

## 시청률
최저 시청률과 최고 시청률은 시청률 조사회사와 지역별로 시청률에 차이가 있을 수 있습니다.
| 2024년  | 2024년    | 2024년         | 2024년         | 2024년       |
| 회차    | 방송일    | TNMS 시청률    | AGB 시청률     | AGB 시청률   |
| 회차    | 방송일    | 대한민국(전국) | 대한민국(전국) | 서울(수도권) |
| ------- | --------- | -------------- | -------------- | ------------ |
| 제1회   | 6월 17일  | -              | 7.2%           | 6.3%         |
| 제2회   | 6월 18일  | -              | 6.2%           | 5.4%         |
| 제3회   | 6월 19일  | -              | 7.1%           | 6.2%         |
| 제4회   | 6월 20일  | -              | 7.5%           | 6.9%         |
| 제5회   | 6월 21일  | -              | 6.7%           | 5.7%         |
| 제6회   | 6월 24일  | -              | 7.0%           | 6.1%         |
| 제7회   | 6월 25일  | -              | 6.7%           | 5.8%         |
| 제8회   | 6월 26일  | -              | 7.1%           | 6.3%         |
| 제9회   | 6월 27일  | -              | 7.5%           | 6.6%         |
| 제10회  | 6월 28일  | -              | 6.6%           | 5.7%         |
| 제11회  | 7월 1일   | -              | 7.1%           | 6.5%         |
| 제12회  | 7월 2일   | -              | 7.9%           | 6.6%         |
| 제13회  | 7월 3일   | -              | 7.4%           | 6.5%         |
| 제14회  | 7월 4일   | -              | 6.8%           | 6.2%         |
| 제15회  | 7월 5일   | -              | 7.2%           | 6.3%         |
| 제16회  | 7월 8일   | -              | 8.5%           | 7.8%         |
| 제17회  | 7월 9일   | -              | 8.0%           | 6.8%         |
| 제18회  | 7월 10일  | -              | 7.5%           | 6.7%         |
| 제19회  | 7월 11일  | -              | 6.8%           | 6.0%         |
| 제20회  | 7월 12일  | -              | 7.6%           | 7.1%         |
| 제21회  | 7월 15일  | -              | 7.7%           | 7.2%         |
| 제22회  | 7월 16일  | -              | 8.4%           | 7.1%         |
| 제23회  | 7월 17일  | -              | 8.0%           | 7.3%         |
| 제24회  | 7월 18일  | -              | 7.6%           | 6.8%         |
| 제25회  | 7월 19일  | -              | 7.6%           | 6.3%         |
| 제26회  | 7월 22일  | -              | 8.2%           | 7.4%         |
| 제27회  | 7월 23일  | -              | 8.0%           | 7.3%         |
| 제28회  | 7월 24일  | -              | 8.1%           | 6.9%         |
| 제29회  | 7월 25일  | -              | 7.4%           | 6.4%         |
| 제30회  | 7월 26일  | -              | 7.8%           | 6.7%         |
| 제31회  | 8월 12일  | -              | 7.6%           | 6.3%         |
| 제32회  | 8월 13일  | -              | 8.1%           | 7.2%         |
| 제33회  | 8월 14일  | -              | 7.7%           | 6.6%         |
| 제34회  | 8월 15일  | -              | 8.2%           | 7.4%         |
| 제35회  | 8월 16일  | -              | 8.1%           | 6.3%         |
| 제36회  | 8월 19일  | -              | 8.2%           | 6.8%         |
| 제37회  | 8월 20일  | -              | 8.7%           | 7.1%         |
| 제38회  | 8월 21일  | -              | 8.5%           | 7.2%         |
| 제39회  | 8월 22일  | -              | 8.5%           | 6.7%         |
| 제40회  | 8월 23일  | -              | 8.3%           | 7.0%         |
| 제41회  | 8월 26일  | -              | 8.9%           | 8.0%         |
| 제42회  | 8월 27일  | -              | 8.0%           | 6.9%         |
| 제43회  | 8월 28일  | -              | 8.8%           | 7.6%         |
| 제44회  | 8월 29일  | -              | 8.7%           | 7.4%         |
| 제45회  | 8월 30일  | -              | 8.9%           | 7.5%         |
| 제46회  | 9월 2일   | -              | 8.9%           | 7.8%         |
| 제47회  | 9월 3일   | -              | 8.6%           | 7.8%         |
| 제48회  | 9월 4일   | -              | 8.3%           | 7.4%         |
| 제49회  | 9월 5일   | -              | 8.2%           | 7.0%         |
| 제50회  | 9월 6일   | -              | 8.6%           | 7.3%         |
| 제51회  | 9월 9일   | -              | 8.3%           | 7.2%         |
| 제52회  | 9월 10일  | -              | 8.5%           | 7.2%         |
| 제53회  | 9월 11일  | -              | 8.9%           | 7.7%         |
| 제54회  | 9월 12일  | -              | 8.7%           | 7.7%         |
| 제55회  | 9월 13일  | -              | 9.4%           | 8.6%         |
| 제56회  | 9월 19일  | -              | 8.3%           | 6.6%         |
| 제57회  | 9월 20일  | -              | 8.8%           | 7.5%         |
| 제58회  | 9월 23일  | -              | 8.4%           | 6.9%         |
| 제59회  | 9월 24일  | -              | 8.8%           | 7.0%         |
| 제60회  | 9월 25일  | -              | 8.3%           | 7.3%         |
| 제61회  | 9월 26일  | -              | 8.3%           | 6.9%         |
| 제62회  | 9월 27일  | -              | 8.7%           | 7.2%         |
| 제63회  | 9월 30일  | -              | 8.1%           | 6.9%         |
| 제64회  | 10월 1일  | -              | 8.8%           | 7.6%         |
| 제65회  | 10월 3일  | -              | 8.8%           | 7.5%         |
| 제66회  | 10월 4일  | -              | 8.4%           | 7.4%         |
| 제67회  | 10월 7일  | -              | 8.7%           | 7.6%         |
| 제68회  | 10월 9일  | -              | 8.7%           | 7.3%         |
| 제69회  | 10월 10일 | -              | 9.6%           | 8.0%         |
| 제70회  | 10월 11일 | -              | 8.8%           | 7.6%         |
| 제71회  | 10월 14일 | -              | 8.8%           | 7.6%         |
| 제72회  | 10월 16일 | -              | 9.0%           | 7.5%         |
| 제73회  | 10월 17일 | -              | 8.4%           | 7.4%         |
| 제74회  | 10월 18일 | -              | 7.6%           | 5.9%         |
| 제75회  | 10월 21일 | -              | 7.9%           | 6.4%         |
| 제76회  | 10월 22일 | -              | 8.7%           | 7.2%         |
| 제77회  | 10월 24일 | -              | 8.8%           | 7.4%         |
| 제78회  | 10월 25일 | -              | 7.1%           | 5.8%         |
| 제79회  | 10월 29일 | -              | 8.8%           | 7.1%         |
| 제80회  | 10월 30일 | -              | 9.1%           | 7.9%         |
| 제81회  | 10월 31일 | -              | 8.2%           | 6.7%         |
| 제82회  | 11월 1일  | -              | 8.6%           | 7.6%         |
| 제83회  | 11월 4일  | -              | 8.3%           | 6.9%         |
| 제84회  | 11월 5일  | -              | 8.4%           | 6.6%         |
| 제85회  | 11월 6일  | -              | 8.7%           | 7.3%         |
| 제86회  | 11월 7일  | -              | 8.0%           | 6.8%         |
| 제87회  | 11월 8일  | -              | 9.4%           | 7.8%         |
| 제88회  | 11월 11일 | -              | 8.9%           | 7.4%         |
| 제89회  | 11월 12일 | -              | 8.7%           | 7.2%         |
| 제90회  | 11월 13일 | -              | 8.6%           | 7.5%         |
| 제91회  | 11월 14일 | -              | 9.2%           | 7.7%         |
| 제92회  | 11월 15일 | -              | 9.0%           | 7.4%         |
| 제93회  | 11월 18일 | -              | 8.9%           | 7.6%         |
| 제94회  | 11월 19일 | -              | 8.9%           | 7.2%         |
| 제95회  | 11월 20일 | -              | 8.4%           | 7.4%         |
| 제96회  | 11월 21일 | -              | 8.9%           | 7.6%         |
| 제97회  | 11월 22일 | -              | 8.8%           | 7.4%         |
| 제98회  | 11월 25일 | -              | 8.8%           | 7.5%         |
| 제99회  | 11월 26일 | -              | 9.1%           | 7.4%         |
| 제100회 | 11월 27일 | -              | 8.9%           | 7.7%         |
| 제101회 | 11월 28일 | -              | 9.6%           | 8.2%         |
| 제102회 | 11월 29일 | -              | 9.5%           | 7.9%         |

## 결방 및 연장
- 2024년 7월 29일 ~ 2024년 8월 9일 : 《2024 파리 올림픽》 중계방송으로 인한 결방.
- 2024년 9월 16일 : 《싱크로유》 편성으로 인한 결방.
- 2024년 9월 17일 : 《KBS 프리미어 이찬원의 선물》 편성으로 인한 결방.
- 2024년 9월 18일 : 《추석특선영화 30일》 편성으로 인한 결방.
- 2024년 10월 2일 : KBS 스포츠 2024년 KBO 리그 와일드카드 결정전 1차전 kt wiz VS 두산 베어스 중계방송으로 인한 결방.
- 2024년 10월 8일 : 2024년 KBO 리그 준플레이오프 3차전 LG 트윈스 VS kt wiz 중계방송으로 인한 결방.
- 2024년 10월 15일 : 2026 북중미 월드컵 아시아 3차예선 B조 4차전 대한민국 VS 이라크 중계방송으로 인한 결방.
- 2024년 10월 23일 : KBS 스포츠 2024년 한국시리즈 2차전 삼성 라이온즈 VS KIA 타이거즈 중계방송으로 인한 결방.
- 2024년 10월 28일 : KBS 스포츠 2024년 한국시리즈 5차전 삼성 라이온즈 VS KIA 타이거즈 중계방송으로 인한 결방.
- 스캔들 방영 분량이 100부작에서 2회 연장되어 102부작으로 변경 및 확정되었다.

## 참고 사항
- 2023년 이후의 KBS 2TV 일일 드라마의 시청률의 하락세가 계속 이어지고 있는데, 전작은 6~8%, 전전작은 8~11%대를 기록했다. 이번 작품은 작가의 작품들이 높은 시청률을 보장해 주었으므로 다시 15% 이상을 기록할 수 있는지가 관건이다.[5]

## OST
- Part.1 양양 - Love in me (2024.07.26 발매)
- Part.2 래준 - 한켠 (2024.10.11 발매)
- Part.3 고예정 - Poker Face (2024.10.25 발매)
- Part.4 아라 - 새벽별의 기적 (2024.11.01 발매)
- Part.5 정단 - Morning (2024.11.02 발매)
- Part.6 송푸름 - 여운 (2024.11.06 발매)
- Part.7 전초아 - 그대가 뜨는 자리 (2024.11.08 발매)
- Part.8 박상민 - 좋아합니다 (2024.11.12 발매)
- Part.9 이보람 - Memories (2024.11.13 발매)
- Part.10 차수경 - Cry (2024.11.14 발매)
- Part.11 요요미 - 우정보다 더 커다란 사랑으로 (2024.11.17 발매)
- Part.12 신인선 - 흰머리 (2024.11.21 발매)
- Part.13 승민정 - 맑음주의보 (2024.11.23 발매)
- Part.14 길건 - 남겨진 하루 (2024.11.27 발매)
- Part.15 김병수 - 그땐 몰랐으니까 (2024.11.28 발매)
- Part.16 김서영 - Eclipse (2024.11.28 발매)
- Part.17 지은아 - Promise U (Female Version.) (2024.11.29 발매)
- Part.18 송영웅 - Promise U (Male Version.) (2024.11.29 발매)
- Part.19 정승훈 - 대화하지 못했던 이유 (2024.11.30 발매)
- Part.20 아리안 - 잘 지내길 바랄께(2024.11.30 발매)
- Part.21 래준, 양양 - 어쩌면 넌 (2024.12.01 발매)
- Part.22 박형석 - 빈칸 (2024.12.01 발매)
- Part.23 잔디 - 겨울 (2024.12.02 발매)
- Part.24 한지훈 - 이별준비 (2024.12.02 발매)
- Part.25 래준, 이진명, 한지훈 - Love (2024.12.03 발매)
- 1CHU (원츄) - Christmas with you (2024.12.06 발매 스캔들 OST Spacial Album)